# اسکار شیله
اسکار شیله (آلمانی: Oskar Schiele; ۱۴ آوریل ۱۸۸۹ – ۱ ژوئیهٔ ۱۹۵۰) شناگر اهل آلمان بود.